# Матаррита, Рональд
Ро́нальд Альбе́рто Матарри́та Ула́те (исп. Ronald Alberto Matarrita Ulate; род. 9 июля 1994, Сан-Рамон, Коста-Рика) — коста-риканский футболист, левый защитник клуба «Арис» и сборной Коста-Рики.

## Биография

### Клубная карьера
Матаррита — воспитанник «Алахуэленсе». Дебютировал за клуб на высоком уровне в 18 лет. В составе команды защитник стал зимним чемпионом Коста-Рики 2013 года.
20 января 2016 года костариканец подписал контракт с американским клубом «Нью-Йорк Сити». В MLS дебютировал 6 марта в матче стартового тура сезона 2016 против «Чикаго Файр». Свой первый гол за «Нью-Йорк Сити» забил 25 июня 2016 года в ворота «Сиэтл Саундерс». По итогам сезона 2016 был признан лучшим игроком оборонительного плана «Нью-Йорк Сити». В марте 2017 года получил грин-карту и в MLS перестал считаться иностранным игроком.
29 декабря 2020 года Матаррита перешёл в «Цинциннати» за $500 тыс. в общих распределительных средствах. За «Цинци» дебютировал 17 апреля 2021 года в матче стартового тура сезона против «Нэшвилла», отметившись голевой передачей. 27 августа в дерби Огайо против «Коламбус Крю» забил свой первый гол за «Цинциннати». В сборной Коста-Рики 24 марта 2022 года получил травму лодыжки, из-за чего пропустил около шести месяцев. По окончании сезона 2022 «Цинциннати» не стал продлевать контракт с Матарритой.
23 января 2023 года Матаррита подписал двухлетний контракт с клубом чемпионата Украины «Днепр-1». Сыграв лишь девять матчей до конца сезона 2022/23, в июне 2023 года Матаррита досрочно покинул «Днепр-1».
20 июня 2023 года Матаррита подписал трёхлетний контракт с клубом чемпионата Греции «Арис». Дебютировал в составе «жёлто-чёрных» 27 июля в выездном матче квалификации Лиги конференций УЕФА 2023/24 против армянского клуба «Арарат-Армения».

### Международная карьера
Матаррита вызывался в юношескую, молодёжную и олимпийскую сборные Коста-Рики.
За главную сборную своей страны дебютировал 5 сентября 2015 года в товарищеском матче с Бразилией.
На Кубке Америки 2016 года сыграл все три мачта группового этапа без замен.
Матаррита был заявлен на чемпионат мира 2018 в России, но из-за травмы подколенного сухожилия, полученной во время тренировки за три дня до дебюта Коста-Рики на мундиале, выбыл из строя и его место в составе «тикос» было отдано Кеннеру Гутьерресу.
Был включён в состав сборной Коста-Рики на Золотой кубок КОНКАКАФ 2019.
Был включён в состав сборной на чемпионат мира 2022 в Катаре.

## Достижения
«Алахуэленсе»
- Чемпион Коста-Рики: 2013 инвьерно

«Днепр-1»
- Серебряный призёр чемпионата Украины: 2022/23